# Luch Korsar
 (mai 2022).
La mise en forme du texte ne suit pas les recommandations de Wikipédia : il faut le « wikifier ».
Les points d'amélioration suivants sont les cas les plus fréquents. Le détail des points à revoir est peut-être précisé sur la page de discussion.
- Les titres sont pré-formatés par le logiciel. Ils ne sont ni en capitales, ni en gras.
- Le texte ne doit pas être écrit en capitales (les noms de famille non plus), ni en gras, ni en italique, ni en « petit »…
- Le gras n'est utilisé que pour surligner le titre de l'article dans l'introduction, une seule fois.
- L'italique est rarement utilisé : mots en langue étrangère, titres d'œuvres, noms de bateaux, etc.
- Les citations ne sont pas en italique mais en corps de texte normal. Elles sont entourées par des guillemets français : « et ».
- Les listes à puces sont à éviter, des paragraphes rédigés étant largement préférés. Les tableaux sont à réserver à la présentation de données structurées (résultats, etc.).
- Les appels de note de bas de page (petits chiffres en exposant, introduits par l'outil «  Source ») sont à placer entre la fin de phrase et le point final[comme ça].
- Les liens internes (vers d'autres articles de Wikipédia) sont à choisir avec parcimonie. Créez des liens vers des articles approfondissant le sujet. Les termes génériques sans rapport avec le sujet sont à éviter, ainsi que les répétitions de liens vers un même terme.
- Les liens externes sont à placer uniquement dans une section « Liens externes », à la fin de l'article. Ces liens sont à choisir avec parcimonie suivant les règles définies. Si un lien sert de source à l'article, son insertion dans le texte est à faire par les notes de bas de page.
- La présentation des références doit suivre les conventions bibliographiques. Il est recommandé d'utiliser les modèles {{Ouvrage}}, {{Chapitre}}, {{Article}}, {{Lien web}} et/ou {{Bibliographie}}. Le mode d'édition visuel peut mettre en forme automatiquement les références.
- Insérer une infobox (cadre d'informations à droite) n'est pas obligatoire pour parachever la mise en page.

Pour une aide détaillée, merci de consulter Aide:Wikification.
Si vous pensez que ces points ont été résolus, vous pouvez retirer ce bandeau et améliorer la mise en forme d'un autre article.

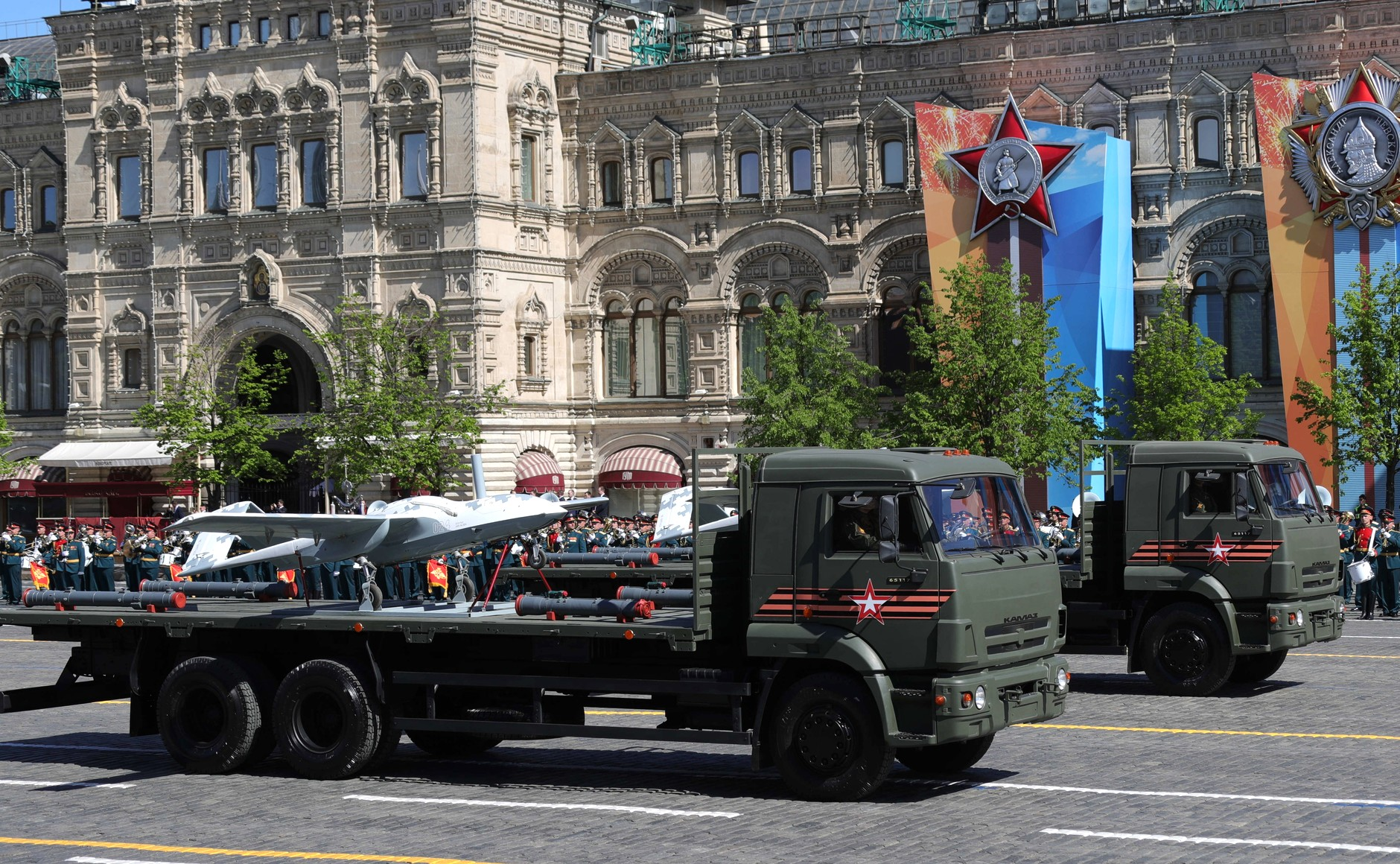
Au défilé de la Victoire

Le Korsar est un projet de drone de reconnaissance stratégique à moyenne portée développé par Luch Design Bureau (Rybinsk). Conçu pour la reconnaissance aérienne et la photographie aérienne du terrain, les vols de patrouille, la surveillance de l'environnement à une distance allant jusqu'à 200 km du point de contrôle au sol.

## Description
Le drone est fabriqué selon le schéma aérodynamique normal avec une unité de queue à deux faisceaux et une hélice propulsive.
Le Corsair peut être équipé de l'équipement All-Seeing Eye, qui permet de traiter les flux de données hyperspectraux générés par le rayonnement spectral de chaque objet ou matériau, ce qui devrait garantir la capacité du scout à identifier de manière unique les cibles, quel que soit le degré de masquage.
Le complexe Combat Space, dont l'installation est prévue sur des drones, devrait offrir la possibilité d'un échange bidirectionnel d'informations tactiques directement entre les unités de combat, en contournant le point de contrôle au sol, auquel les informations sont en même temps dupliquées en mode de notification et d'attente pour les commandes supplémentaires.
On suppose également que le Corsair pourra transporter l' Ataka ATGM ou des grenades propulsées par fusée, agissant ainsi comme une drone de combat. Lors de la Victory Parade en 2018, le complexe Corsair a été démontré avec un ATGM TPK sur les plates-formes de camions transportant des drones.

## Histoire
Le contrat pour le développement du complexe a été conclu entre le ministère russe de la Défense et le bureau d'études Luch en 2009.
Le modèle de drone a été présenté pour la première fois au salon aéronautique MAKS-2011 en août 2011. Les essais en vol ont commencé en 2015. La même année, le Corsair a été présenté à l'exposition fermée du Forum militaire et technique international Army-2015. En 2018, des drones ont été transportés sur la Place Rouge de Moscou dans le cadre du défilé de la victoire du 9 mai. En 2019, le complexe a pu être vu dans la partie ouverte de l'exposition du Forum militaire et technique international Army-2019.
Jusqu'en 2025, il est prévu de commencer les livraisons du drone Corsair aux forces armées russes.

## Opérateurs
- Russie Russie  - Drones en commande, livraison dès 2025.